# Poiso Alto
Poiso Alto (parfois Pouso Alto) est une localité de Sao Tomé-et-Principe située au nord de l'île de Sao Tomé, dans le district de Lobata. C'est une ancienne roça.

## Population
Lors du recensement de 2012, 65 habitants y ont été dénombrés.

## Roça
C'est une ancienne dépendance de la roça Rio do Ouro (renommée dans l'intervalle « roça Agostinho Neto ») qui présente quelques particularités : la casa principal (maison de maître) est entièrement construite en bois ; les sanzalas (habitations des travailleurs) sont surélevées.
Photographies et croquis réalisés en 2014 mettent en évidence la disposition des bâtiments, leurs dimensions et leur état à cette date.